# Татяна Набатникова
Татяна Алексеевна Набатникова (на руски: Татьяна Алексеевна Набатникова) е руска писателка.

## Биография и творчество
Родена е в с. Воеводско в Алтайски край през 1948 г. Завършва Новосибирския електротехнически институт, както и Литературния институт „Максим Горки“
Първият ѝ разказ „Не бойся: я здесь“, е отпечатан в сборника „Дебют“ през 1980 г. През 1985 г. се мести в Челябинска област, където издава книгата „На златни стъпала седели“ (1987). В нея включва повести и разкази.
Автор е на около 10 книги с проза, включително „Разкази“ (1982), „Домашно възпитание“ (1984), романа „Всеки е ловец“ (1987). Превела е няколко книги от немски.
Член на Съюза на писателите в СССР от 1983 г.